# 21394 Justinbecker
21394 Justinbecker è un asteroide della fascia principale. Scoperto nel 1998, presenta un'orbita caratterizzata da un semiasse maggiore pari a 2,1997826 UA e da un'eccentricità di 0,1806319, inclinata di 5,80032° rispetto all'eclittica.